# Wasserwacht
Die Wasserwacht ist eine politisch und konfessionell unabhängige Gemeinschaft des Deutschen Roten Kreuzes (DRK). Ihre Aufgabe ist die Rettung von Personen am, auf und im Wasser. Die Organisation ist mit insgesamt über 75.000 Mitgliedern als Hilfs- und Wasserrettungsorganisation in allen Landesverbänden des Deutschen Roten Kreuzes vertreten. Die Wasserwacht ist vor allem küstennah und auf Binnengewässern tätig. Die Mitglieder arbeiten ehrenamtlich und in ihrer Freizeit für die Wasserwacht. Das Motto der Gemeinschaft lautet „Mit Sicherheit am Wasser“.
Als Gemeinschaft des Deutschen Roten Kreuzes ist die Wasserwacht den Grundsätzen der Internationalen Rotkreuz- und Rothalbmond-Bewegung verpflichtet.

## Aufgaben

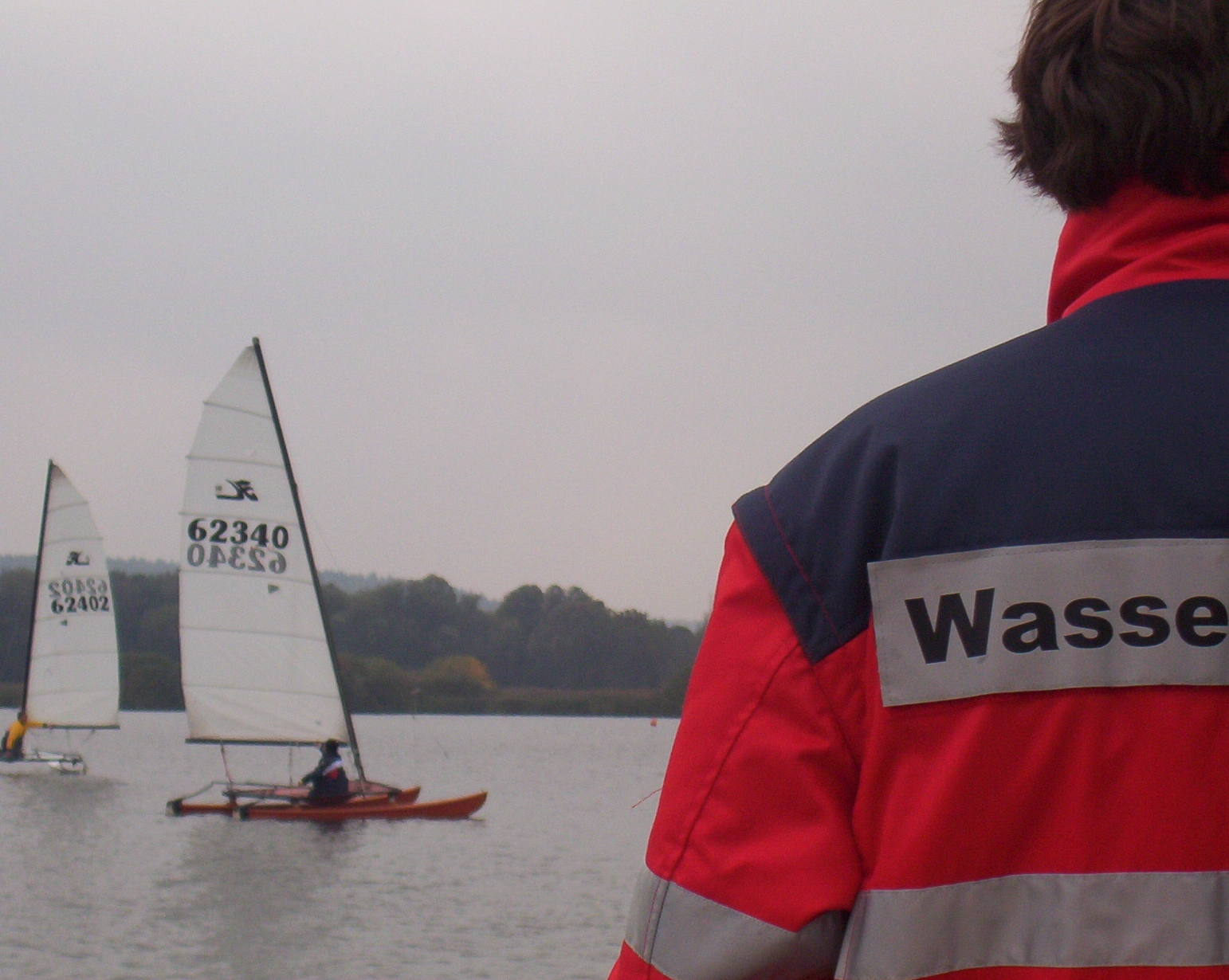
Ein Rettungsschwimmer der Wasserwacht beim Überwachen einer Regatta

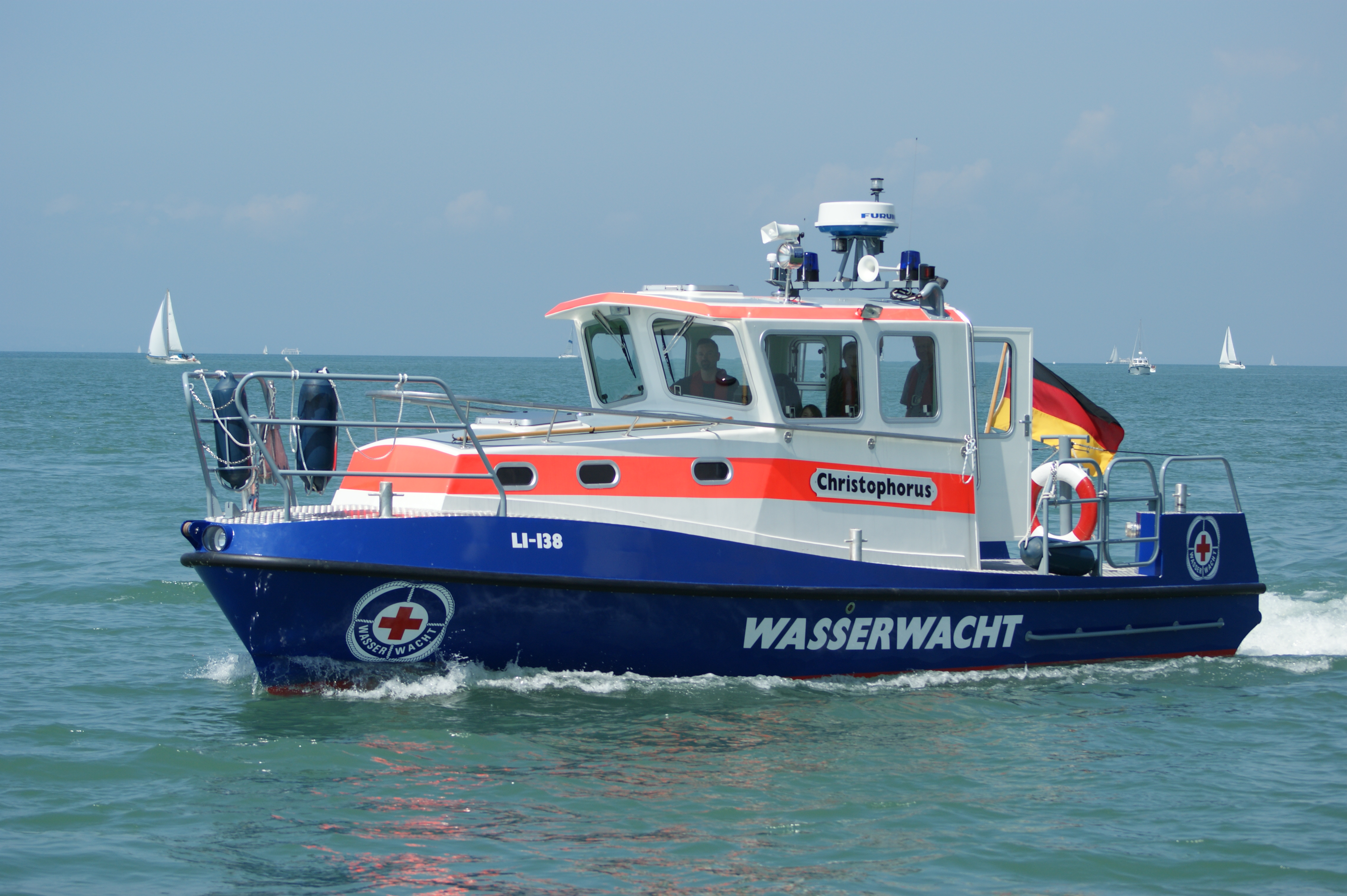
MS „Christophorus“, Bodensee

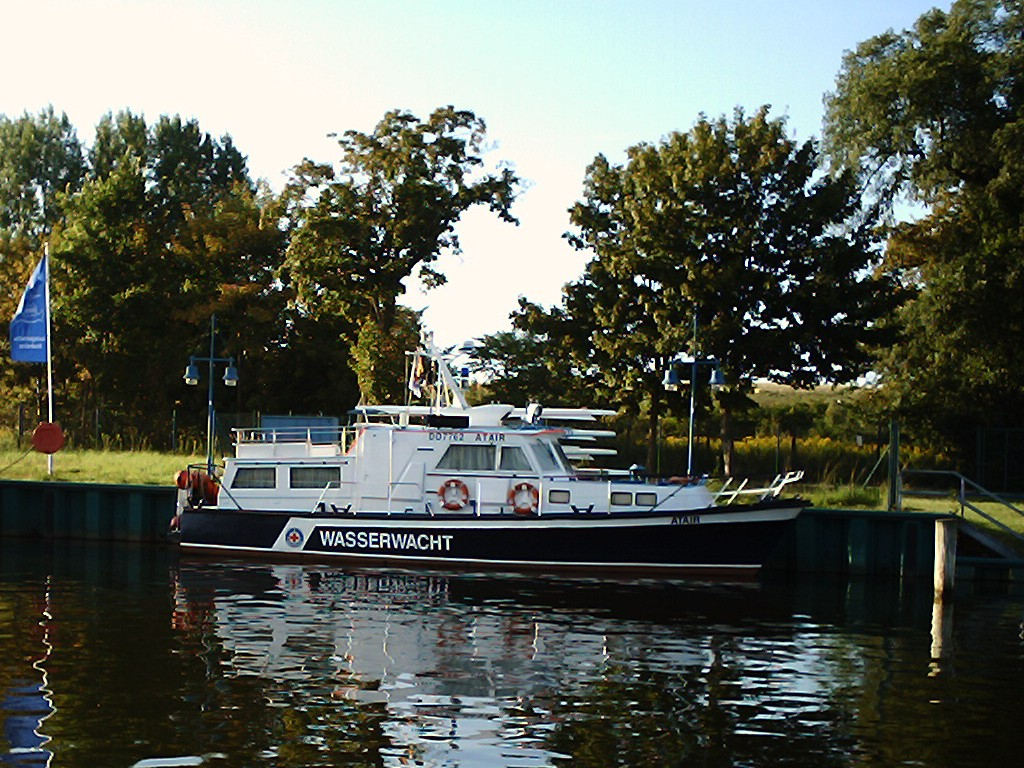
Motorrettungsboot der DRK-Wasserwacht

Die Hauptaufgabe der Wasserwacht ist die Verhütung von Todesfällen durch Ertrinken, also die direkte Wasserrettung und die Durchführung verschiedener vorbeugender Maßnahmen.
Daraus ergeben sich weiter reichende Aufgaben in der Organisation des Wasserrettungsdienstes wie etwa die Aus- und Fortbildung von geeigneten Einsatzkräften und Mitgliedern. Besonders wichtig ist die Verbreitung der Kenntnisse und Fähigkeiten des Schwimmens und Rettungsschwimmens in der Bevölkerung, insbesondere bei der Jugend, in Schulen und Verbänden. Für den Katastrophenfall ist die Aufstellung, Ausbildung und Ausrüstung besonderer Einheiten wichtig. In Verbindung mit dem Wasserrettungsdienst zählt auch die Mitwirkung bei der Erhöhung der Sicherheit auf, an und in Gewässern (einschließlich Wasserstraßen) und in öffentlichen Bädern zu den weiteren Aufgaben der Wasserwacht. Zusätzliche Aufgaben sind die Suche und Bergung von Ertrunkenen und die Mitwirkung beim Natur- und Gewässerschutz nach den gesetzlichen Bestimmungen.
Besondere Bedeutung, insbesondere in der Kinderausbildung, kommt den Baderegeln zu. Mitglieder im Fachdienst „Wasserrettungsdienst“ der Wasserwacht müssen regelmäßig das Deutsche Rettungsschwimmabzeichen in Silber und einen Erste-Hilfe-Kurs wiederholen.
Im Jahr 2009 nahm die Wasserwacht allein in Bayern 17.768 Frühschwimmer-Abzeichen, 19.295 Schwimmabzeichen (DJSA und DSA) sowie 7.936 Rettungsschwimmabzeichen ab. Im Rahmen des Wasserrettungsdienstes wurden im selben Jahr bayernweit für Schwimmer 560, für Surfer und Segler 598 und für Bootsbesatzungen 112 Hilfeleistungen durchgeführt. Ebenfalls wurden 48 Wiederbelebungen durchgeführt, davon 29 mit Erfolg. 1.246 Mal wurde eine Schnelleinsatzgruppe angefordert.

## Geschichte

### Von der Gründung bis zum Zweiten Weltkrieg

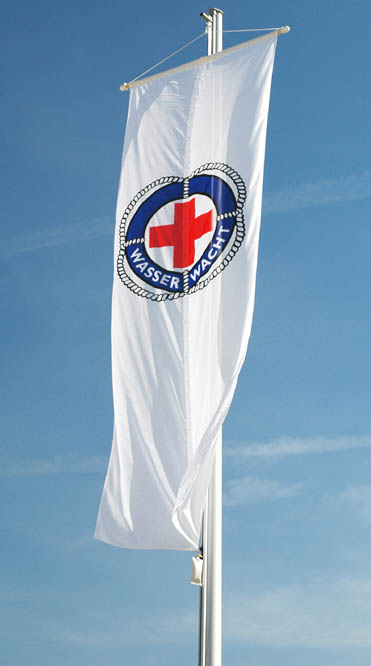
Das Wasserwachtlogo auf einer Wachflagge

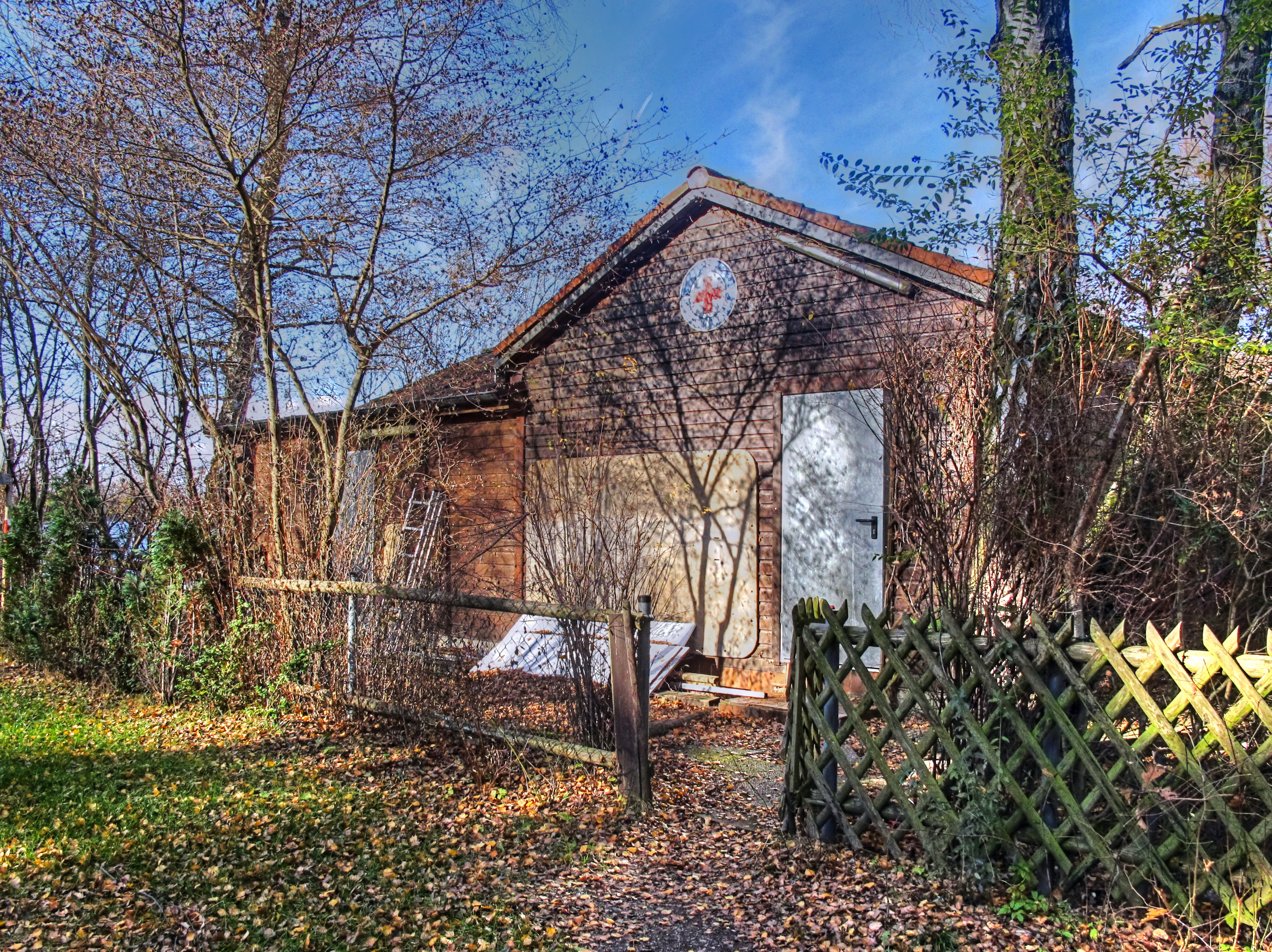
Station am Olchinger See

Als Geburtsort des Wasserrettungsdienstes im DRK gilt die bayerische Bezirksstadt Regensburg. Dort wurden während eines Donau-Hochwassers am 7. Februar 1883 erstmals Rotkreuzhelfer in der Hochwasserrettung eingesetzt. In den folgenden Jahren entstanden an der Küste und an Binnengewässern so genannte „Sanitäts- und Wasserwehrkolonnen“. Im Jahr 1888 wurde in Elbing (Preußen) eine Sanitäts- und Wasserwehrkolonne gegründet. Zum ersten Mal wurden ab dem 21. August 1891 in Mariaort bei Regensburg Sanitätsschiffe zur Absicherung der Donau bereitgestellt. 1896 wurden erstmals an den großen Voralpenseen Deutschlands, dem Staffelsee, dem Ammersee, dem Chiemsee und dem Bodensee, Wasserrettungsstationen gegründet.
Im Jahr 1908 wurde in Berlin am Wannsee, am damaligen Kaiser-Wilhelm-Turm, dem heutigen Grunewaldturm der Wasserrettungsdienst mit einem so genannten Wehrschauturm aufgenommen. Weitere Rettungsstationen folgten, zunächst am Schildhorn, dann auch bei Pichelswerder und Papenberge. Mit Unterstützung des preußischen Ministeriums der geistlichen-, Unterrichts- und Medizinalangelegenheiten wurde am 17. Februar 1906 die „Zentralstelle für das Rettungswesen an Binnen- und Küstengewässern“ gegründet. Im selben Jahr wurde sowohl auf der ersten Tagung des Deutschen Roten Kreuzes als auch auf dem ersten internationalen Kongress des Roten Kreuzes für das Rettungswesen in Frankfurt am Main der Wasserrettungsdienst als „möglichst überall durchzuführende, echte Rot-Kreuz-Aufgabe“ bezeichnet. Zur gleichen Zeit wurden in München „Vorkehrungen zur Rettung Ertrunkener an Flussläufen und Seen“ vom Sanitätskolonnenführer Freiherr Stromer von Reichenbach getroffen. Durch diese Beschlüsse und die steigende Zahl an Hochwasserfällen veranlasste der preußische Landesverband, dass jeder Ortsverein eine Wasserrettungseinheit aufbauen sollte.
Im Süden Deutschlands gab es zu dieser Zeit viele Fälle von Überschwemmungen, und so mussten die eingesetzten Helfer oftmals mehr als zwei Tage ununterbrochen Dienst leisten. Im Februar 1923 erließ das Deutsche Rote Kreuz eine umfassende Dienstordnung für die Wasserwacht. Auch erhielt die Rotkreuz-Gemeinschaft ihr eigenes Symbol: Den Rettungsring mit dem Roten Kreuz in der Mitte. Dieses Zeichen ist in abgewandelter Form noch heute gültig. Durch den Beginn des Zweiten Weltkriegs musste der größte Teil der Rettungsschwimmer an der Front dienen, sodass fast keine Wasserrettungsstation mehr betrieben werden konnte.

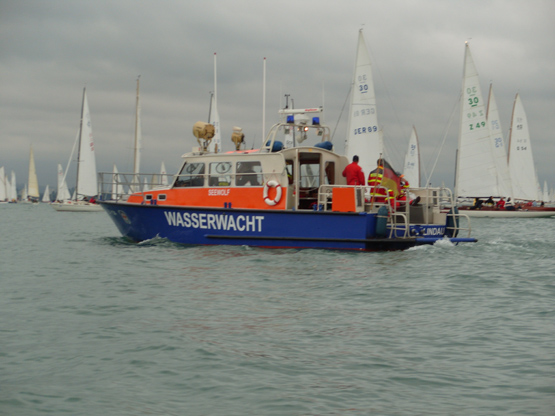
Motorrettungsboot der Wasserwacht Lindau

### Nach dem Zweiten Weltkrieg
Nach dem Zweiten Weltkrieg wurde die Wasserwacht wie alle Verbände durch die alliierte Militärverwaltung verboten. Doch bereits zwei Monate nach dem Zusammenbruch des Deutschen Reiches am 27. Mai 1945 bekam das Bayerische Rote Kreuz angesichts steigender Ertrinkungszahlen den Auftrag, seine Arbeit auf dem Gebiet der Wasserrettung als Körperschaft des öffentlichen Rechts wieder aufzunehmen. Weitere Landesverbände folgten dem Beispiel Bayerns und setzten den Wasserrettungsdienst wieder ein. Die Ausbildung konzentrierte sich zunächst auf die Schwimmkurse, da kurz nach dem Krieg ungefähr 80 bis 95 Prozent der Schüler und 51 Prozent der Studenten nicht schwimmen konnten.
Erst danach konnten die Ausbildungen von Rettungsschwimmern, Führungskräften und Ausbildern begonnen werden. Dies war auch notwendig, da in einigen Bundesländern die Zahl der Ertrinkungsfälle im Vergleich zu den Gesamttoten bei 30 Prozent lag. In Zusammenarbeit mit anderen Vereinen und Institutionen, insbesondere natürlich Sportvereinen, Berufsgenossenschaften und Kommunen, konnten viele Aktionen ins Leben gerufen werden, um diese Zahl zu senken. So konnten 1948 allein in Bayern bereits 720 Lebensrettungen durchgeführt werden. Im Laufe der Zeit wurden immer wieder neue Ortsgruppen gegründet. Durch den Wandel der Gesellschaft zu mehr Leistungs- und Extremsportarten musste auch die Technik verbessert werden. Neue Einsatzmaterialien, wie beispielsweise modernere Motorrettungsboote, wurden für den Wasserrettungsdienst eingesetzt. Aufgrund der Häufung der Katastrophenfälle in den letzten Jahren, besonders seit Ende des Zweiten Weltkriegs, begann auch die Aufstellung von Katastrophenschutzeinheiten. Zusammen mit anderen Vereinen und der Kultusministerkonferenz gründete die Wasserwacht am 24. August 1998 den Bundesverband zur Förderung der Schwimmausbildung zur Vereinheitlichung der Schwimmabzeichen. Im September 2006 wurde die Wasserwacht assoziiertes Mitglied der internationalen Wasserrettungsorganisation, der International Life Saving Federation.

## Ausbildungs- und Aufgabenbereiche
Zur Erfüllung ihrer Aufgaben bietet die Wasserwacht verschiedene Ausbildungen an. Im Rahmen der Breitenausbildung führt die Wasserwacht Kurse in Schwimmen und Rettungsschwimmen, Erster Hilfe und Sanitätsausbildungen durch. Diese können von interessierten Mitbürgern gegen Gebühr nach offiziellen Richtlinien besucht werden.

### Schwimmen

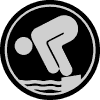
Fachbereich S

Im Ausbildungsbereich Schwimmen werden Schwimmkurse für Kinder und Erwachsene angeboten. Die Hauptaufgabe ist die Ausbildung von Nichtschwimmern zu Schwimmern (Anfängerschwimmkurse) und die Festigung der Schwimmfertigkeiten durch regelmäßiges Schwimmtraining. Die Ausbilder für Schwimmen führen im Rahmen der Breitenausbildung von Außenstehenden auch Prüfungen zum Ablegen der Schwimmabzeichen durch. Da die Wasserwacht Mitglied des Bundesverbandes zur Förderung der Schwimmausbildung ist, werden diese Prüfungen nach offiziellen Richtlinien abgenommen und sind deutschlandweit einheitlich. Als erstes Schwimmabzeichen können Kinder, Jugendliche und Erwachsene das Frühschwimmerabzeichen (Seestern, Seepferdchen) erwerben. Danach können Kinder, Jugendliche und Erwachsene den Deutschen Schwimmpass erwerben.

### Rettungsschwimmen

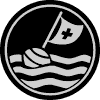
Fachbereich R

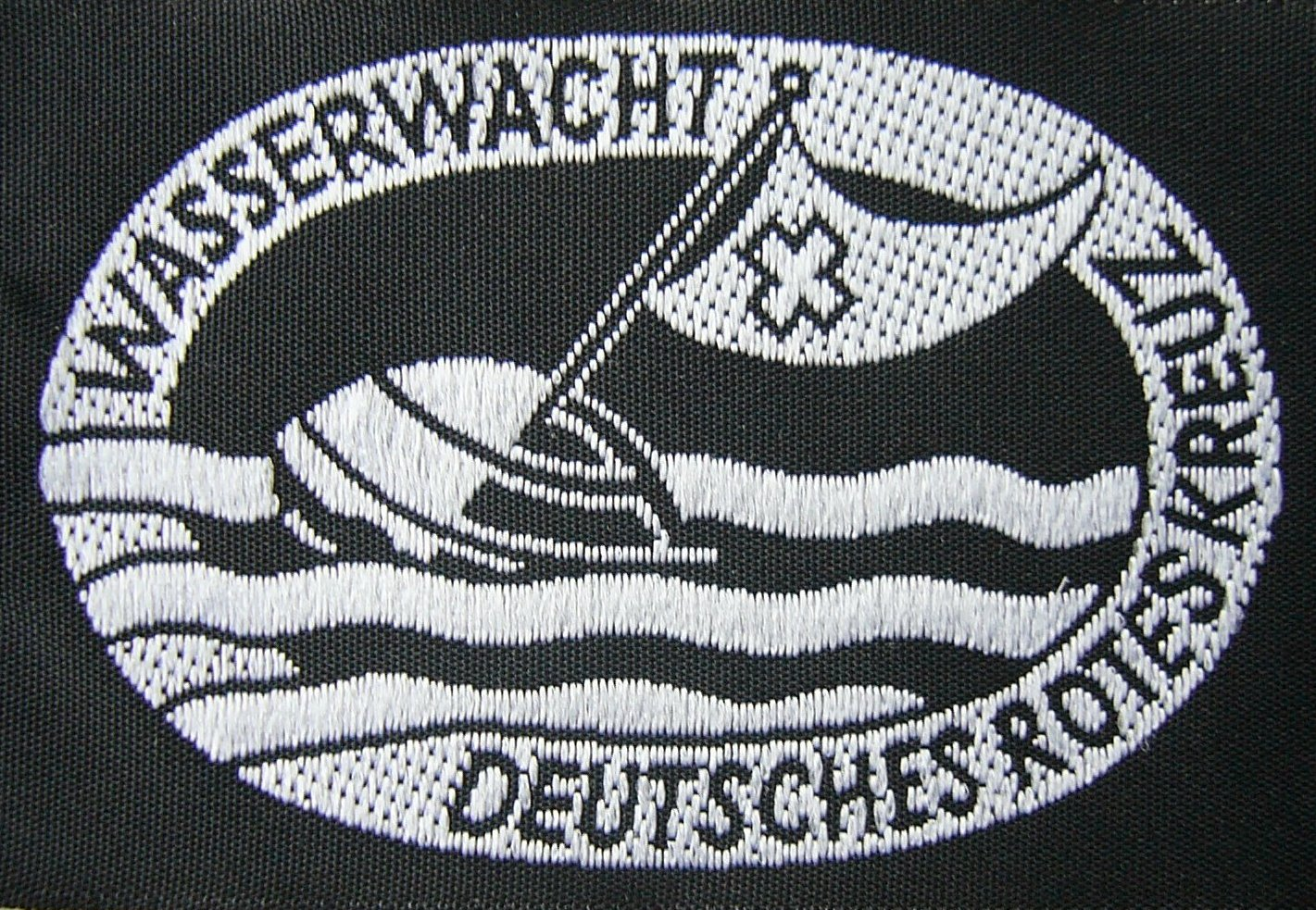
Deutsches Rettungsschwimmabzeichen Silber der Wasserwacht

In den Kursen des Ausbildungsbereichs Rettungsschwimmen lernen die Teilnehmer die Gefahren beim schwimmerischen Einsatz, Beherrschung der Maßnahmen zur Fremd- und Eigenrettung, der korrekte Umgang mit den zur Verfügung stehenden Hilfsmitteln, wie beispielsweise Gurtretter, Rettungsbojen, und Kenntnisse über Erste Hilfe. Die Kurse schließen mit dem „Deutschen Rettungsschwimmabzeichen der Wasserwacht“ in Bronze, Silber oder Gold ab. Verschiedene berufliche und ehrenamtliche Tätigkeiten setzen den Nachweis dieser Kenntnisse voraus.
Für Kinder und Jugendliche wurde der Juniorwasserretter entwickelt, der den Übergang zwischen den Jugendschwimmabzeichen und dem aktiven Einsatz als Rettungsschwimmer darstellt. Der Juniorwasserretter wird aber nicht in allen Gruppen abgenommen.

### Sanitätsdienst
Fast alle im Wasserrettungsdienst tätigen aktiven Helfer der Wasserwacht haben die aus den Abschnitten SAN A und SAN B bestehende Sanitätsausbildung des Deutschen Roten Kreuzes absolviert.

### Wasserrettung

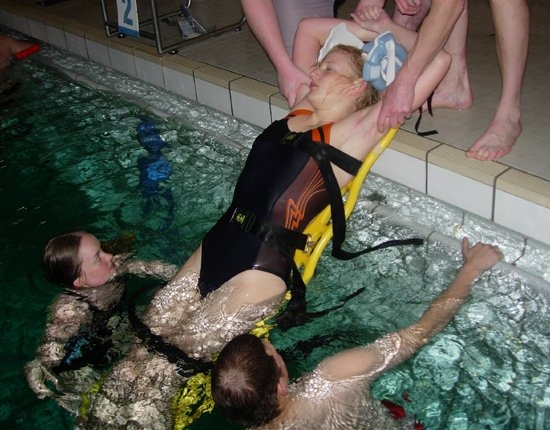
Schonende Rettung mit einem Spineboard

Das Rettungsschwimmabzeichen Silber ist die Mindestausbildung für aktive Rettungsschwimmer der Wasserwacht. Weitergehend gibt es Ausbildungen zum Rettungsschwimmer im Wasserrettungsdienst sowie Wasserretter (ehemals SAN C Wasserwacht). Diese Qualifikation ist Voraussetzung für weitere Ausbildungen der Wasserwacht: beispielsweise als Führungskraft, zum Rettungstaucher oder Führer eines Motorrettungsboots, oder die Fortbildung zum Ausbilder.

### Bootsführerausbildung

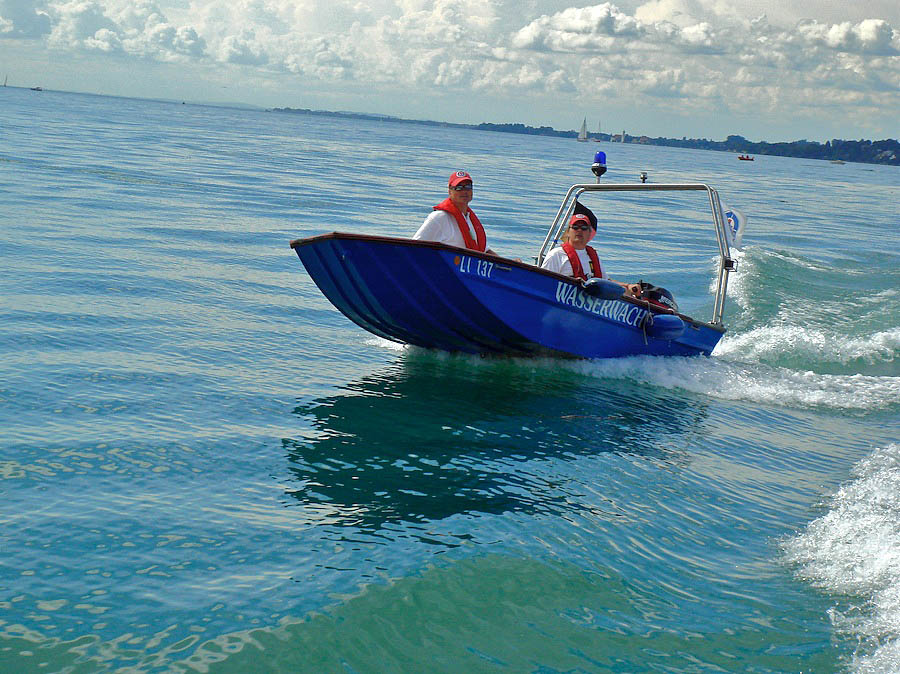
Bootsausbildung Beifahren

Bei größeren Gewässern reicht es nicht, nur Rettungsschwimmer zur Absicherung bereitzustellen. Gerade bei Regatten, Segelveranstaltungen oder an der Küste ist es wichtig, dass eine schnelle medizinische Hilfe bei Unfällen oder dem Kentern von Booten bereitsteht. Motorrettungsboote werden auch oft eingesetzt, um einen schwimmerischen Einsatz von Rettungsschwimmern zu vermeiden, da dies oft mit einem großen Risiko für die eingesetzten Kräfte einhergeht. Motorrettungsboote der Wasserwacht sind meist mit Außen- oder Innenbordmotoren oder modernen Wasserstrahlantrieben ausgestattet. Nur ausgebildeten Motorrettungsbootführern der Wasserwacht ist es im Dienstbetrieb erlaubt, ein Rettungsboot zu führen. Die Ausbildung umfasst neben dem Sportbootführerschein Binnen beziehungsweise See auch wasserwachtspezifische Ausbildungsinhalte.

### Tauchen

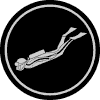
Fachbereich T

Einsatztaucher der Wasserwacht werden zur Suche, Rettung oder Bergung von Verunglückten gebraucht, wenn Rettungsschwimmer und Motorrettungsboote alleine nicht mehr ausreichen. Zusätzlich werden Einsatztaucher zur Bergung von Gütern, von Fahrzeugen aber auch von Müll benötigt. Auch die Bergung von Leichen gehört zu den Aufgaben eines Einsatztauchers. Rettungstaucher können nur die psychisch und körperlich fittesten aktiven Helfer der Wasserwacht werden. Die Ausbildung dauert in der Regel ein bis zwei Jahre. Jeder aktive Rettungstaucher der Wasserwacht unterzieht sich jährlich der tauchmedizinischen Untersuchung G31 und muss mindestens zehn Pflichttauchgänge mit insgesamt wenigstens 300 Minuten nachweisen.

### Natur- und Gewässerschutz
Die Hauptaufgabe dieses Ausbildungsbereichs ist der Natur- und Gewässerschutz. Dabei wird vor allem Wert auf die Aufklärung der Jugend und Öffentlichkeitsarbeit gelegt. Zu den Aufgaben gehören:
- Durchführung von Naturschutzstreifen
- Praktischer Naturschutz, zum Beispiel durch Mitwirkung an Projekten der jeweiligen Landesumweltämter
- Pflege von geschützten Landschaftsbestandteilen
- Organisation und Durchführung von Fortbildungslehrgängen
- Mitwirkung in der Naturschutzwacht der Landratsämter

### Führungs- und Leitungskräfteausbildung
Führungskräfte sind im Einsatz für die Führung von Einheiten und Teileinheiten verantwortlich, während Leitungskräfte zum Beispiel eine Wasserwachtsgemeinschaft leiten. Die Ausbildung richtet sich nach den Vorgaben für die Führungs- und Leitungskräfteausbildung des DRK, die auf einer modularen Struktur basiert. Besonders bei Katastrophen und Großschadensereignissen muss oft mit anderen Hilfsorganisationen, wie zum Beispiel den Feuerwehren oder dem Technischen Hilfswerk (THW), zusammengearbeitet werden. Daher ist eine organisationsübergreifend einheitliche Einteilung der Führungskräfte wichtig. Aus diesem Grund werden auch die bei der Wasserwacht ausgebildeten Führungskräfte in Trupp-, Gruppen- und Zugführer eingeteilt.

### Fortbildungen
Für ausgebildete Einsatzkräfte, Führungskräfte, Leitungskräfte (zum Beispiel Vorstandsmitglieder) oder Ausbilder werden in regelmäßigen Abständen Fortbildungen angeboten, um den Kenntnisstand zu erweitern oder aufzufrischen.

## Einsatzbereiche

### Rettungswachdienst

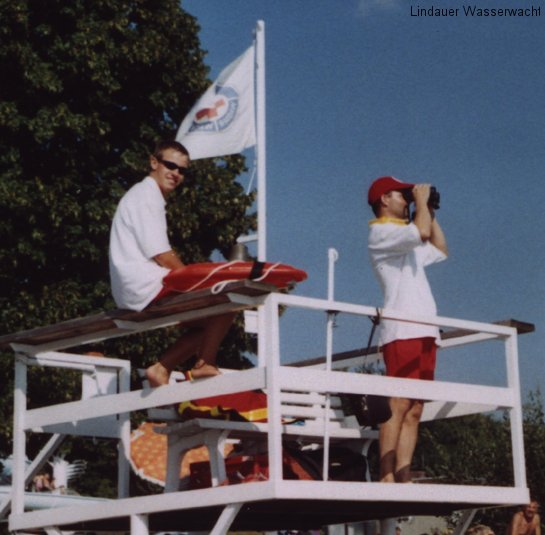
Wachdienst in Lindau am Bodensee

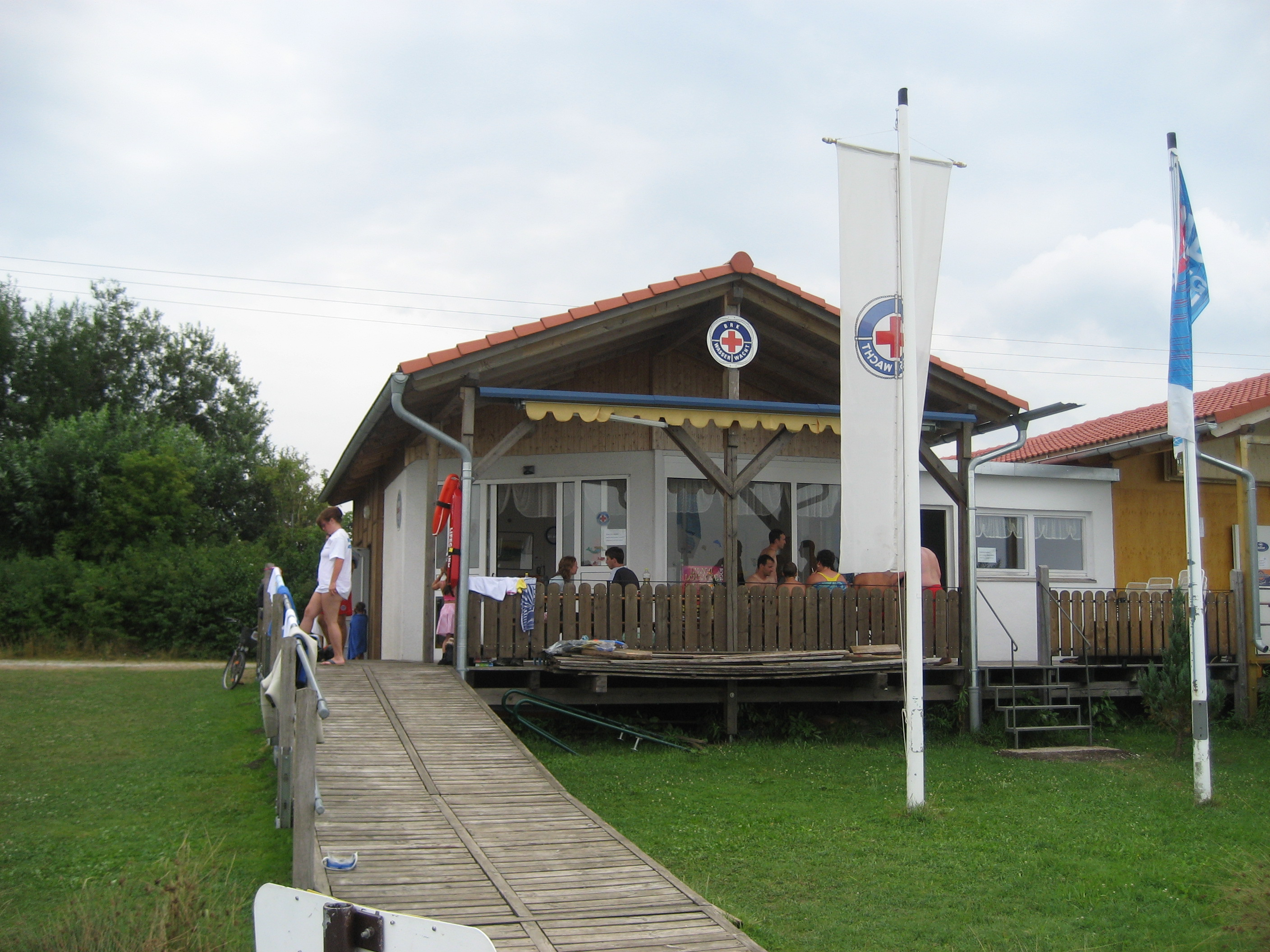
Wasserrettungsstation der Wasserwacht

Ein wichtiger Einsatzbereich ist der Rettungswachdienst an Gewässern, der Küste und in Hallen- beziehungsweise Freibädern. Oft sind die Einsatzkräfte in einer Wasserrettungsstation stationiert und somit schnell einsatzbereit, um bei Unfällen Hilfe zu leisten. Der Rettungswachdienst wird vorwiegend im privaten oder öffentlichen Auftrag ausgeführt.

### Schnelleinsatzgruppen (SEG)
Zur Durchführung des Wasserrettungsdienstes betreibt die Wasserwacht so genannte Schnelleinsatzgruppen (SEG). Diese setzen sich aus für den Wasserrettungsdienst ausgebildeten Einsatzkräften zusammen, die über Funkmeldeempfänger alarmiert werden und von der Rettungswache aus gemeinsam zum Einsatzort fahren. Die Mindestqualifikation für Mitglieder von Schnelleinsatzgruppen ist die Ausbildung zum Wasserretter im Wasserrettungsdienst. In der Regel verfügen die Einsatzkräfte jedoch über weitergehende Ausbildungen wie zum Beispiel Rettungstaucher, Motorrettungsbootführer oder Rettungssanitäter. Die Wasserwacht erbringt nach eigenen Angaben in Deutschland rund 50 Prozent aller Wasserrettungsdienste.
Meistens bestehen die Schnelleinsatzgruppen aus mindestens einem Tauchtrupp, einem Bootstrupp und einem Leiter der Schnelleinsatzgruppe Wasserrettung beziehungsweise Gruppenführer. Sollten mehrere Schnelleinsatzgruppen Wasserrettung zum Einsatz kommen, so werden diese von einem Einsatzleiter Wasserrettung beziehungsweise Zugführer geführt.
Ausgerüstet sind Schnelleinsatzgruppen gewöhnlich mit Kleinbussen als Einsatzfahrzeugen, Motorrettungsbooten, medizinischer Notfallausrüstung für den Rettungsdienst und Spezialausrüstung für die Wasserrettung (ABC-Tauchausrüstung, unter anderem bestehend aus Tauchmaske, Schnorchel, Taucherflossen), Wasserrettungsmittel (z. B.: Rettungsbojen, Rettungswurfsäcke, Eisrettungsschlitten).

### Katastrophenschutz

Das taktische Zeichen der Wasserrettung

Als Hilfsorganisation beteiligt sich die Wasserwacht aktiv am Katastrophenschutz der Länder und des Bundes. Im Rahmen der Stärke- und Ausstattungsnachweisungen stellen die einzelnen Verbandsebenen Katastrophenschutzeinheiten zur Abwehr der Auswirkungen von Katastrophen, wie beispielsweise Wasserrettungsgruppen und Wasserrettungszüge (WRZ). Oft werden die Wasserrettungszüge zur besseren Koordinierung zwischen den Einsatzkräften gemeinsam mit der Deutschen Lebens-Rettungs-Gesellschaft (DLRG) aufgestellt. Ein Wasserrettungszug setzt sich mindestens aus einem Führungstrupp und zwei Wasserrettungsgruppen zusammen. Oft sind noch verschiedene Fachgruppen dem Wasserrettungszug zugeordnet, diese können sein:
- Technik/Logistik
- Betreuung
- Umweltgefahren
- Sanitätsdienst
- Hubschraubergestützte Wasserrettung

Diese Fachgruppen unterstützen die Wasserrettungsgruppen, die ihrerseits aus mindestens einem Einsatztauchtrupp und einem Bootstrupp bestehen.
Die Luftretter der Wasserwacht stellen ein neuartiges organisationsübergreifendes Einsatzkonzept dar. Dieses wurde aufgrund der Erfahrungen mit dem Hochwasser der vergangenen Jahre vom Landesverband Bayern in Zusammenarbeit mit der Bundeswehr entwickelt. Im Hochwasserfall besetzen die speziell ausgebildeten Wasserwachtkräfte Hubschrauber der Bundeswehr sowie der Polizei und anderer Betreiber und können mit Hilfe einer Seilwinde vom Wasser bedrohte Personen retten.

## Aufbau

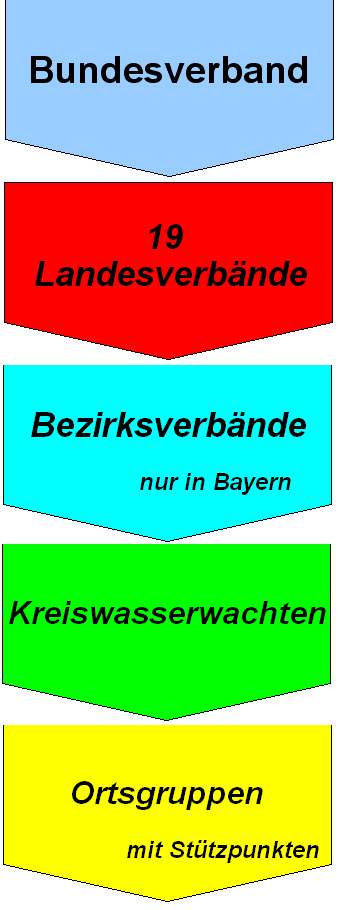
Aufbau der Wasserwacht

Der Bundesverband unterteilt sich entsprechend der föderalen Struktur des DRK in 19 Landesverbände, die sich weiter in Bezirksverbände (nur in Bayern), Kreiswasserwachten und Ortsgruppen beziehungsweise Ortsvereine unterteilen. Eine Ortsgruppe kann optional einen oder mehrere Stützpunkte haben. Ein Stützpunkt wird von einem Stützpunktleiter geleitet. In einzelnen Landesverbänden gibt es bedingt durch die Entstehungsgeschichte der dortigen Wasserwacht auch andere Sonderformen. Beispielsweise ist die Wasserwacht in Einzelfällen den Bereitschaften als Fachdienst zugeordnet oder ist auf Kreis- statt auf Ortsgruppenebene eingerichtet. Auf den verschiedenen Ebenen finden regelmäßig Ausschusssitzungen statt und es wird jeweils eine ehrenamtliche Leitung gewählt (Ortsgruppen-, Kreis-, Bezirks-, Landes-, Bundesleitung). Auf Bundes- und meist auch Landesebene stellt das Rote Kreuz einen hauptamtlichen Mitarbeiter für die Wasserwacht.

### Bundesverband
Wahlperiode 2017–2021: Bundesleiter der Wasserwacht ist Andreas Paatz (Landesverband Berlin), Stellvertreter sind Katy Völker und Gordon Wenzek (Landesverband Berlin/Landesverband Nordrhein), Technischer Leiter ist Steffen Lensing (Landesverband Hessen), stellvertretende Technische Leiterin ist Patricia Behrend (Landesverband Berlin).

#### Bundesbeauftragte der Wasserwacht
- Bundesbeauftragter für die Hubschraubergestützte Wasserrettung (HgWR): Stefan Mendl (LV Bayern), Stellvertreter Lars Linden (LV Nordrhein)
- Bundesbeauftragter für Rettungsschwimmen: Philipp Schöne (LV Berlin)
- Bundesbeauftragter für den Bootsdienst: Martin Stange (LV Thüringen)
- Bundesbeauftragter für Rettungsschwimmen in der Bundeswehr: Claus Hieke (LV Bayern)
- Bundesbeauftragte für Arbeitsschutz: Katy Völker (LV Berlin)
- Bundesbeauftragter für den Katastrophenschutz: Andreas Geuther (LV Bayern)
- Bundesbeauftragter für Schwimmen: N.N.
- Bundesbeauftragter für Tauchen: N.N.
- Bundesbeauftragter für Wasserrettung/Fließwasserrettung: Johannes Neumann (LV Oldenburg)[6]
- Bundesarzt: Henning Baars (LV Bayern)
- Disziplinarbeauftragter der Bundesleitung: Andreas Paatz

#### Ehemalige Leiter auf Bundesebene
- 1993–2008: Christoph Franzeck
- 2008–2009: Andreas Geuther Leiter; Stellvertreter waren Andreas Paatz und Michael Birkner[7]
- 2009–2013: Stephan Goßner; Stellvertreter war u. a. Andreas Paatz[8]
- 2013–2017: Alexander Radwan; Stellvertreter waren Andreas Paatz und Markus Ostermeier[9]
- ab 2017: Andreas Paatz; Stellvertreterin Katy Völker; Stellvertreter Gordon Wenzek (ab 2018)

### Landesverbände
Das Deutsche Rote Kreuz und folglich auch die Wasserwacht gliedert sich in 19 Landesverbände. Diese entsprechen weitgehend den deutschen Bundesländern. Die Ausnahmen sind:
- Baden und Baden-Württemberg sind getrennte Landesverbände
- Nordrhein-Westfalen unterteilt sich in die Landesverbände Nordrhein und Westfalen-Lippe
- die Region Oldenburger Land, das frühere Land Oldenburg, ist ein eigener Landesverband

Bei den Landesverbänden stellt Bayern eine Sonderform dar, da die einzelnen Gliederungen keine rechtlich selbstständigen eingetragenen Vereine, sondern Bestandteil des Bayerischen Roten Kreuzes sind, das eine Körperschaft des öffentlichen Rechts ist.

### Bezirksverbände
Die Bezirksverbände gibt es nur in Bayern und Rheinland-Pfalz. Sie sind Träger und Ausrichter verschiedener Ausbildungen, bei denen die Teilnehmerzahl für eine Ausbildung auf Kreis- oder Ortsverbandsebene zu klein ist. Außerhalb dieser Bundesländer ist dies dann die Aufgabe der Landesverbände.
Die bayerischen Bezirksverbände sind:
- Oberbayern
- Ober- und Mittelfranken
- Niederbayern-Oberpfalz
- Schwaben
- Unterfranken

Der Landesverband Rheinland-Pfalz gliedert sich in die Bezirksverbände:
- Koblenz
- Rheinhessen-Pfalz
- Trier

### Kreisverbände und Kreiswasserwachten
Ein Kreisverband beziehungsweise eine Kreiswasserwacht (früher auch als Abteilung bezeichnet) ist die Verbindung der einzelnen Ortsgruppen in einem Landkreis. Auf Kreisebene werden die meisten Ausbildungen abgehalten, die für die Ortsgruppen, wegen der zu geringen Teilnehmerzahl, nicht leistbar wären. Auch werden auf Kreis- beziehungsweise Bezirksebene die Katastrophenschutz-Einheiten aufgestellt.

### Ortsgruppen
Die Ortsgruppen sind die Basis der Arbeit der Wasserwacht. Sie führen den Wasserrettungsdienst und die Ausbildungen im Schwimmen, Rettungsschwimmen, Erste-Hilfe und Naturschutz durch. Einer Ortsgruppe können auch ein oder mehrere Stützpunkte angegliedert sein. Stützpunkte sind kleine Standorte, die aufgrund von Personalmangel in der Vorstandschaft rechtlich nicht selbstständig sind.
Die Ortsgruppe wird durch einen Vorstand geleitet, der von der Hauptversammlung für vier Jahre gewählt wird. Jedes Mitglied, das älter als 16 Jahre ist, hat das aktive Wahlrecht, volljährige Mitglieder haben zudem das passive Wahlrecht. Die Vorstandschaft muss mindestens aus einem Vorsitzenden, einem Technischen Leiter und dem Jugendleiter bestehen. Der Technische Leiter, der für die Ausrüstung und Ausbildung der Mitglieder verantwortlich ist, übernimmt bei Abwesenheit des Vorsitzenden dessen Aufgaben, wenn kein stellvertretender Vorsitzender gewählt wurde. Meistens gibt es noch weitere Vorstandsmitglieder, wie den Kassierer, den Schriftführer oder Beauftragte, die für einen bestimmten Fachbereich zuständig sind.

## Wettbewerbe
Auf allen Ebenen der Wasserwacht werden Wettbewerbe im Rettungsschwimmen durchgeführt. Dabei werden neben den schwimmerischen Fähigkeiten auch Fertigkeiten in Erster Hilfe (Theorie und Praxis), Wasserwachtwissen und Naturschutz geprüft. Die Wettbewerbe gibt es für Erwachsene und Jugendliche. Die Wettbewerbe der Jugendlichen werden in drei Altersklassen durchgeführt: in Stufe I (von 8 bis 12 Jahre), Stufe II (von 11 bis 13 Jahre) und Stufe III (von 14 bis 16 Jahre). Das Mindestalter bei den Erwachsenenwettbewerben ist 16 Jahre.

## Wasserwachtjugend
Wie in vielen anderen Organisationen ist in der Wasserwacht eine aktive Jugendarbeit sehr wichtig. Dabei geht man nicht nur nach dem Spruch „Die Jugend von heute sind die Einsatzkräfte von morgen“, sondern bindet bereits Kinder und Jugendliche im Rahmen der Beschränkungen des Jugendschutzgesetzes in den aktiven Dienst mit ein. Die Wasserwachtjugend ist keine eigenständige Organisation, sondern gehört, wie auch die Bereitschaftsjugend, zum Deutschen Jugendrotkreuz (JRK), dem Kinder- und Jugendverband des Deutschen Roten Kreuzes.
In der Wasserwacht gibt es auf jeder Verbandsebene einen Jugendleiter, der von den Kindern und Jugendlichen gewählt wird und die Wasserwachtjugend in der Vorstandschaft repräsentiert. Ebenso werden die jeweiligen Gruppenleiter in der Ortsgruppe von der Jugendgruppe gewählt. Die Jugendleiter und Gruppenleiter werden in einer geheimen Wahl von den über zehnjährigen Mitgliedern der Wasserwachtjugend gewählt. Für die Wasserwachtjugend gibt es eine eigene Ordnung, die Jugendordnung, die ein Teil der Ordnung für die Wasserwacht ist.

## Vorschriften
Die oberste Vorschrift für die Wasserwacht ist die Ordnung der Wasserwacht. Die neueste Vorschrift ist die Dienstvorschrift Wasserwacht vom 9. Oktober 2014. Diese bundesweit einheitliche Dienstvorschrift regelt den Wasserrettungsdienst der Wasserwacht. Sie unterscheidet beispielsweise die verschiedenen Einsatzkräfte, Einsatztätigkeiten (Wachdienst, Schnelleinsatzgruppe, Katastrophenschutz) und Dienstformen (Dienst auf Wachstationen, Bootsdienst, Tauchdienst). Viele der Regeln sind aber sehr allgemein gehalten, und so existieren für jeden Landesverband noch erweiterte Vorschriften.
Neben den Ordnungen und Dienstvorschriften hat noch jeder Ausbildungsbereich eigene Vorschriften, beispielsweise die verschiedenen Ausbildungs- und Prüfungsvorschriften (APV). Weitere Regelwerke, die für die Wasserwacht gelten sind unter anderem die Ordnung für Belobigungen, Beschwerde- und Disziplinarverfahren der Gemeinschaften und die Dienstbekleidungsvorschrift für die Gemeinschaften Bereitschaften und Wasserwacht.

### Sonderstellung Bayern
Neben der Ordnung gibt es in Bayern noch die Dienstvorschrift für die Wasserwacht des Bayerischen Roten Kreuzes in der Fassung vom 1. Januar 2005. Diese Dienstvorschrift, die auf der Ordnung für die Wasserwacht aufbaut, regelt die Arten von Mitgliedern, Ausbildungen und Ausbildungsbereiche und Fachdienste.
In Bayern gibt es beispielsweise die Ordnung für die Wasserwacht in der aktuellen Fassung vom 1. Mai 2009. Die Ordnung regelt das Wesen, die Aufgaben, den Aufbau und Struktur der Wasserwacht. In der bayerischen Version ist auch eine Jugendordnung mit einbegriffen.

### Dienstabzeichen

#### Verordnung
Die „Dienstbekleidungsvorschrift für die Gemeinschaften Bereitschaften und Wasserwacht“ wurde in der letzten Fassung am 24. November 2016 vom Präsidium des DRK und durch den Präsidialrat erlassen und 2017 erneut aktualisiert. Eine neue Dienststellungsabzeichen-Regelung wurde im März 2018 erlassen. Die Funktionen werden, auch wenn es nicht erwähnt wird, ausdrücklich in männlicher und weiblicher Form angewandt.
Es wird unterschieden zwischen allgemeiner Dienstkleidung und Einsatzbekleidung.

#### Dienststellungsabzeichen
Es ist keine Schulterklappe bzw. -schlaufe für Dienstkleidung zulässig, aber es kann in Bundesländern Abweichungen geben.
Gleichzeitig ist das Dienststellungsabzeichen mit der Funktion im Einsatzdienst nicht gleichzusetzen.

##### Einsatz-/Führungskräfte
| abgeschlossene Grundausbildung   | Deutsche Wasserrettung abgeschlossene Grundausbildung   |  | abgeschlossene Fachausbildung                      | deutsche Wasserrettung abgeschlossene Fachausbildung   |
| Qualifikation zum Truppführer    | deutsche Wasserrettung Qualifikation zum Truppführer    |  | Qualifikation zum Gruppenführer                    | Deutsche Wasserrettung Qualifikation zum Gruppenführer |
| Qualifikation zum Zugtruppführer | deutsche Wasserrettung Qualifikation zum Zugtruppführer |  | Qualifikation zum Zugführer                        | deutsche Wasserrettung Qualifikation zum Zugführer     |
| Qualifikation zum Verbandführer  | deutsche Wasserrettung Qualifikation zum Verbandsführer |  | Arzt (mit aktiver Mitwirkung in der Wasserrettung) | Deutsche Wasserrettung Arzt                            |

##### Leitungskräfte
zu tragen nach bestätigter Wahl / Ernennung
| Funktion                                                 | Ort                                                 | Kreis                                                 | Bezirk                                                 | Land                                                 | Bund                                                 |
| -------------------------------------------------------- | --------------------------------------------------- | ----------------------------------------------------- | ------------------------------------------------------ | ---------------------------------------------------- | ---------------------------------------------------- |
| Arzt mit Leitungsfunktion                                | deutsche Wasserwacht Arzt mit Leitungsfunktion Ort  | deutsche Wasserwacht Arzt mit Leitungsfunktion Kreis  | deutsche Wasserwacht Arzt mit Leitungsfunktion Bezirk  | deutsche Wasserwacht Arzt mit Leitungsfunktion Land  | deutsche Wasserwacht Arzt mit Leitungsfunktion Bund  |
| Leiter / Vorsitzender                                    | deutsche Wasserwacht Leiter Ort                     | deutsche Wasserwacht Leiter Kreis                     | deutsche Wasserwacht Leiter Bezirk                     | deutsche Wasserwacht Leiter Land                     | deutsche Wasserwacht Leiter Bund                     |
| Stellvertretender Leiter /Stellvertretender Vorsitzender | deutsche Wasserwacht stv Leiter Ort                 | deutsche Wasserwacht stv Leiter Kreis                 | deutsche Wasserwacht stv Leiter Bezirk                 | deutsche Wasserwacht stv Leiter Land                 | deutsche Wasserwacht stv Leiter Bund                 |
| Technischer Leiter                                       | deutsche Wasserwacht Technischer Leiter Ort         | deutsche Wasserwacht Technischer Leiter Kreis         | deutsche Wasserwacht Technischer Leiter Bezirk         | deutsche Wasserwacht Technischer Leiter Land         | deutsche Wasserwacht Technischer Leiter Bund         |
| Stellvertretender Technischer Leiter                     | deutsche Wasserwacht Stv Techn Leiter Ort           | deutsche Wasserwacht Stv Techn Leiter Kreis           | deutsche Wasserwacht Stv Techn Leiter Bezirk           | deutsche Wasserwacht Stv Techn Leiter Land           | deutsche Wasserwacht Stv Techn Leiter Bund           |
| Beauftragter Jugend                                      | deutsche Wasserwacht Beauftragter Jugend Ort        | deutsche Wasserwacht Beauftragter Jugend Kreis        | deutsche Wasserwacht Beauftragter Jugend Bezirk        | deutsche Wasserwacht Beauftragter Jugend Land        | deutsche Wasserwacht Beauftragter Jugend Bund        |
| Stellvertretender Beauftragter Jugend                    | deutsche Wasserwacht stv Beauftragter Jugend Ort    | deutsche Wasserwacht stv Beauftragter Jugend Kreis    | deutsche Wasserwacht stv Beauftragter Jugend Bezirk    | deutsche Wasserwacht stv Beauftragter Jugend Land    | deutsche Wasserwacht stv Beauftragter Jugend Bund    |
| weitere Mitglieder Leitung                               | deutsche Wasserwacht Weitere Mitglieder Leitung Ort | deutsche Wasserwacht Weitere Mitglieder Leitung Kreis | deutsche Wasserwacht Weitere Mitglieder Leitung Bezirk | deutsche Wasserwacht Weitere Mitglieder Leitung Land | deutsche Wasserwacht Weitere Mitglieder Leitung Bund |
| Beauftragte                                              | deutsche Wasserwacht Beauftragte Ort                | deutsche Wasserwacht Beauftragte Kreis                | deutsche Wasserwacht Beauftragte Bezirk                | deutsche Wasserwacht Beauftragte Land                | deutsche Wasserwacht Beauftragte Bund                |

## Ähnliche Organisationen
In Deutschland sind neben der Wasserwacht noch die Deutsche Lebens-Rettungs-Gesellschaft (DLRG), die Feuerwehren, der Arbeiter-Samariter-Bund (ASB) und das Technische Hilfswerk (THW) in der Wasserrettung aktiv.
In der Schweiz existiert die Schweizerische Lebensrettungs-Gesellschaft (SLRG) und in Österreich u. a. die Österreichische Wasserrettung (ÖWR) sowie die Wasserrettung des Arbeiter-Samariter-Bund Österreichs. Alle diese Organisationen verfolgen dieselben Ziele und arbeiten wie die Wasserwacht ehrenamtlich und gemeinnützig.
In Australien, den USA und zum Beispiel Griechenland hingegen gibt es eine solche Struktur nicht. Hier sind die meisten Rettungsschwimmer hauptamtlich tätig und werden für ihre Arbeit bezahlt. Es gibt aber auch dort Rettungsschwimmer, die freiwillig für die Wassersicherheit sorgen. Analog dazu gibt es auch in Deutschland privat organisierte Rettungsschwimmer (beispielsweise auf Sylt), die für ihre Tätigkeit entlohnt werden.